# Manuel Santana Martínez
Manuel Santana Martínez, més conegut com a Manolo Santana (Madrid, 10 de maig de 1938 - Marbella, 11 de desembre de 2021) fou un jugador de tennis espanyol que va ser un dels millors tennistes dels anys 1960, quan va aconseguir tres dels quatre torneigs de Grand Slam. Disputà un total de cinc finals de Grand Slam i en totes va obtenir el títol.
L'any 1968 va guanyar una medalla d'or i una d'argent als Jocs Olímpics de Ciutat de Mèxic en la categoria individual i dobles respectivament, però en tractar-se d'un esport d'exhibició, les medalles no estan comptabilitzades oficialment.
Després de retirar-se fou capità de l'equip espanyol de Copa Davis a dues ocasions. Va formar part de l'organització del Mutua Madrid Open i va dirigir els clubs de tennis Manolo Santana Racquets Club a Marbella i el Sport Center Manolo Santana a Madrid.
El 2004 fou guardonat amb el premi Marca Leyenda.

## Biografia
Va néixer el 10 de maig de 1938 a Madrid durant la Guerra Civil Espanyola en una família humil. Es va iniciar al tennis amb deu anys mentre treballava d'aplegapilotes al Club de Tenis Velázquez.
S'ha casat en quatre ocasions amb tres divorcis successius: María Fernanda González-Dopeso (1962-1980) amb la qual va tenir tres fills (Manuel, Beatriz i Borja), la col·laboradora televisiva Mila Ximénez (1983-1986) amb la qual va tenir una filla (Alba), la model sueca Otti Glanzielus (1990-2008) i la colombiana Claudia Inés Rodríguez (2013-2021).
Fou condecorat amb la Gran Creu de la Reial Orde del Mèrit Esportiu l'any 2000 que atorga el Consejo Superior de Deportes, i el 2008 fou nomenat Cavaller Gran Creu de l'Orde del Dos de Maig.

## Torneigs de Grand Slam

### Individual: 4 (4−0)
| Resultat  | Núm. | Any  | Torneig           | Oponent en la final | Marcador                |
| --------- | ---- | ---- | ----------------- | ------------------- | ----------------------- |
| Guanyador | 1.   | 1961 | Roland Garros     | Nicola Pietrangeli  | 4−6, 6−1, 3−6, 6−0, 6−2 |
| Guanyador | 2.   | 1964 | Roland Garros (2) | Nicola Pietrangeli  | 6−3, 6−1, 4−6, 7−5      |
| Guanyador | 3.   | 1965 | US Open           | Cliff Drysdale      | 6−3, 7−9, 7−5, 6−1      |
| Guanyador | 4.   | 1966 | Wimbledon         | Dennis Ralston      | 6−4, 11−9, 6−4          |

### Dobles: 1 (1−0)
| Resultat  | Núm. | Any  | Torneig       | Parella     | Oponents                | Marcador      |
| --------- | ---- | ---- | ------------- | ----------- | ----------------------- | ------------- |
| Guanyador | 1.   | 1963 | Roland Garros | Roy Emerson | Gordon Forbes Abe Segal | 6−2, 6−4, 6−4 |

## Carrera esportiva
El seu primer triomf fou el campionat d'Espanya l'any 1958. Al llarg de la seva carrera va guanyar un total de 72 títols repartits entre l'Era amateur i l'Era Open, quatre d'ells de categoria Grand Slam. En una època dominada per tennistes estatunidencs i australians, Santana fou un dels pocs tennistes europeus que va poder superar-los. Va guanyar almenys un títol en els tres Grand Slams que va disputar (Roland Garros, Wimbledon i US Open) però mai va participar en l'Open d'Austràlia. Amb la seva victòria a Wimbledon va trencar una ratxa de 12 anys sense victòria europea, mentre que als Estats Units no guanyava un tennista europeu des de Henri Cochet l'any 1928. Va rebre una important oferta per esdevenir professional a principis dels 60, però gràcies a la intervenció de Juan Antonio Samaranch es va poder mantenir en el circuit amateur i seguir disputant els torneigs de Grand Slam i la Copa Davis, a diferència de l'altra gran figura espanyola de l'època Andrés Gimeno.
Va liderar l'equip espanyol de Copa Davis durant molts anys i va aconseguir classificar-lo per la final en dues ocasions però fou derrotat per Austràlia en ambdós (1965, 1967). En aquesta època, l'equip guanyador accedia directament a la final de la següent edició per poder defensar el títol.
Es va retirar l'any 1970 després de guanyar a Rod Laver en el Comte de Godó, però tres anys després va decidir tornar a jugar però només per disputar la Copa Davis. Va mantenir aquesta situació fins al 1980 que es va retirar definitivament.
Va seguir lligat al món del tennis fent d'entrenador, promotor de torneigs i va seguir jugant en el circuit sènior. Fou capità de l'equip espanyol de Copa Davis en dues etapes (1980-1985 i 1995-1999). L'any 1984 fou admès com a membre de l'International Tennis Hall of Fame. Quan Madrid va adquirir el torneig de categoria Masters (Madrid Open), Santana va formar part de l'organització i en fou el seu primer director. La pista principal del recinte en la qual es disputa el torneig (Caja Mágica) fou anomenada "Estadio Manolo Santana". També va dirigir els clubs de tennis Manolo Santana Racquets Club a Marbella i el Sport Center Manolo Santana a Madrid.

## Palmarès

### Individual: 16
- Títols aconseguits en l'Era Open (1968-1970)

| Resultat  | Núm. | Data                   | Torneig                                         | Superfície   | Oponent en la final  | Marcador                |
| --------- | ---- | ---------------------- | ----------------------------------------------- | ------------ | -------------------- | ----------------------- |
| Guanyador | 1.   | 2 de juny de 1968      | Berlín, Alemanya                                | Terra batuda | Tom Okker            | 6−8, 6−4, 6−1, 6−2      |
| Guanyador | 2.   | 8 de juny de 1968      | Helsinki, Finlàndia                             |              | Toomas Leius         | 6−1, 6−1, 6−4           |
| Guanyador | 3.   | 20 d'octubre de 1968   | Jocs Olímpics (demostració), Guadalajara, Mèxic | Terra batuda | Manuel Orantes       | 2−6, 6−3, 3−6, 6−3, 6−4 |
| Guanyador | 4.   | 10 de novembre de 1968 | Campionat d'Espanya, Barcelona, Espanya         | Terra batuda | Manuel Orantes       | 6−4, 3−6, 6−2, 6−2      |
| Guanyador | 5.   | 5 de gener de 1969     | València, Espanya                               |              | Robert Maud          | 6−2, 2−6, 6−4           |
| Guanyador | 6.   | 13 d'abril de 1969     | Madrid, Espanya                                 | Terra batuda | Arthur Ashe          | 9−11, 6−4, 8−6, 6−1     |
| Guanyador | 7.   | 13 de juliol de 1969   | Bastad, Suècia                                  | Terra batuda | Ion Țiriac           | 8−6, 6−4, 6−1           |
| Guanyador | 8.   | 3 d'agost de 1969      | Lisboa, Portugal                                | Terra batuda | François Jauffret    | 6−1, 6−0, 6−2           |
| Guanyador | 9.   | 17 d'agost de 1969     | Kitzbühel, Àustria                              | Terra batuda | Manuel Orantes       | 6−4, 6−2, 6−3           |
| Guanyador | 10.  | 19 d'octubre de 1969   | Madrid (2)                                      | Terra batuda | Juan Gisbert         | 6−1, 6−3, 8−6           |
| Guanyador | 11.  | 4 de gener de 1970     | València (2)                                    |              | Manuel Orantes       | 7−5, 1−6, 4−6, 6−3, 6−3 |
| Guanyador | 12.  | 15 de març de 1970     | El Caire, Egipte                                | Terra batuda | Alex Metreveli       | 7−5, 6−2, 6−4           |
| Guanyador | 13.  | 3 de maig de 1970      | Madrid (3)                                      | Terra batuda | Lew Hoad             | 6−3, 8−10, 6−3, 6−0     |
| Guanyador | 14.  | 4 d'octubre de 1970    | Sevilla, Espanya                                | Terra batuda | Gene Scott           | 6−1, 2−6, 8−6, 6−4      |
| Guanyador | 15.  | 25 d'octubre de 1970   | Barcelona, Espanya                              | Terra batuda | Rod Laver            | 6−4, 6−4, 6−4           |
| Guanyador | 16.  | 18 d'octubre de 1971   | Saragossa, Espanya                              | Terra batuda | Harald Elschenbroich | 6−4, 6−4, 8−6           |

### Equips: 2 (0−2)
| Resultat  | Núm. | Data                        | Torneig                         | Superfície | Equip                                            | Oponents                                         | Marcador |
| --------- | ---- | --------------------------- | ------------------------------- | ---------- | ------------------------------------------------ | ------------------------------------------------ | -------- |
| Finalista | 1.   | 27 − 29 de setembre de 1965 | Copa Davis, Sydney, Austràlia   | Gespa      | José Luís Arilla Juan Manuel Couder Juan Gisbert | Roy Emerson John Newcombe Tony Roche Fred Stolle | 1−4      |
| Finalista | 2.   | 26 − 28 de setembre de 1967 | Copa Davis, Brisbane, Austràlia | Gespa      | José Luís Arilla Juan Gisbert Manuel Orantes     | Bill Bowrey Roy Emerson John Newcombe Tony Roche | 1−4      |

## Trajectòria

### Individual
| Open d'Austràlia | Absent | Absent | Absent | Absent | Absent | Absent | Absent | Absent | Absent | Absent | Absent | Absent | Absent | 0 / 0  | 0 – 0  |
| Roland Garros | A      | A      | QF     | G      | SF     | SF     | G      | 2R     | A      | A      | A      | 4R     | 4R     | 2 / 8  | 35 – 6 |
| Wimbledon | 1R     | 3R     | 3R     | 2R     | QF     | SF     | 4R     | A      | G      | 1R     | 3R     | A      | A      | 1 / 10 | 26 – 9 |
| US Open | A      | 2R     | A      | A      | A      | A      | 2R     | G      | SF     | A      | A      | 4R     | 4R     | 1 / 6  | 20 – 5 |
| Llegenda: G: Guanyador; F: Finalista; SF: Semifinalista; QF: Quarts de final; Q: Qualificació; A: Absent; RR: Round Robin; |        |        |        |        |        |        |        |        |        |        |        |        |        |        |        |